# HMS A3
El HMS A3 fue un submarino de la clase A construido para la Marina Real Británica en la primera década del siglo XX. Se hundió en 1912. El pecio es un lugar protegido gestionado por Historic England.

## Hundimiento

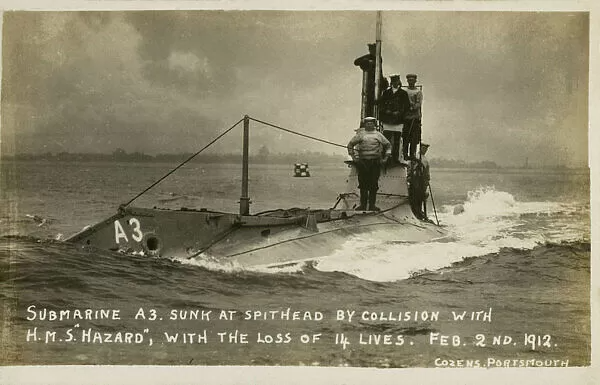
Submarino A3. Hundido en Spithead por colisión con el HMS Hazard, con la pérdida de 14 vidas, el 2 de febrero de 1912.

El 2 de febrero de 1912, el A3, junto con otros submarinos enviados desde el puerto de Gosport, realizó ejercicios de entrenamiento contra buques objetivo en el Solent.
Mientras simulaba atacar al cañonero torpedero HMS Hazard, el A3 semisumergido colisionó accidentalmente contra su objetivo a 2 millas náuticas (3,7 km; 2,3 mi) al suroeste de la boya East Princessa en el Solent oriental. El timón y la hélice quedaron inutilizados y el submarino se hundió de inmediato con la pérdida de sus 14 tripulantes. El Rey Jorge V del Reino Unido envió sus condolencias inmediatas a las familias de los marineros fallecidos.
El submarino fue sacado del fondo marino el 11 de marzo y al día siguiente fue introducido en la esclusa sur del astillero de Portsmouth, colgado debajo de una gabarra de salvamento; la esclusa fue bombeada hasta secarla para poder recuperar los 14 cuerpos e inspeccionar los daños.
Tras ser remolcado desde Portsmouth al astillero naval de Portland, el pecio fue remolcado mar adentro hasta la bahía de Weymouth y, tras algunos experimentos técnicos en el casco, fue hundido como blanco naval por proyectiles del HMS St. Vincent el 17 de mayo de 1912. En julio de 2016, el pecio del A3 fue designado oficialmente lugar protegido.